# Partenope (Haendel)
Personnages
- Partenope, Reine de Naples (soprano)
- Arsace, Prince de Corinthe (castrat)
- Armindo, Prince de Rhodes (contralto)
- Emilio, Prince de Cumes (ténor)
- Rosmira / Eurimene, amoureuse d'Arsace (contralto)
- Ormonte (basse)

Partenope (HWV 27) est un opéra de Georg Friedrich Haendel créé le 24 février 1730 au King's Theatre de Londres.

## Historique
L'opéra en trois actes, est composé sur un livret italien adapté par un auteur inconnu à partir d'un livret écrit à l'origine en 1699 par Silvio Stampiglia. Le livret de Stampiglia avait subi de nombreux remaniements, dont un de Caldara qu'Haendel avait peut-être rencontré à Venise vers 1710.
C'est le premier opéra comique de Haendel (ou, plutôt, non sérieux) depuis l'opéra Agrippina beaucoup plus ancien, rompant avec le style opera seria des œuvres plus traditionnelles pour lesquelles le compositeur était connu à Londres. Haendel avait proposé à l'origine ce livret à la compagnie d'opéra Royal Academy of Music en 1726. Mais l'opéra avait été refusé à cause de son côté frivole, de ses airs relativement longs et de ses longs passages de récitatif.
L'opéra a été présenté lors de la saison 1730 au King's Theatre alors que Haendel travaillait en partenariat avec le directeur John James Heidegger. La partition a été terminée par Haendel en à peine deux semaines avant la première.

## Historique des représentations
En 1964, l'opéra a été monté aux Ledlanet Nights (en), en Écosse. En 1998, il a été donné en italien au Glimmerglass Opera (en), et la même production a été reprise plus tard cette année au New York City Opera. Une version en anglais (intitulée Parthenope) a été mise en scène en 2008 (création le 9 octobre 2008 avec le rôle-titre chanté par Rosemary Joshua) par l'English National Opera, dans une coproduction avec l'Opéra d'Australie. Le livret a été traduit par Amanda Holden. Cette production était mise en scène dans une atmosphère des années 1920 et a été inspirée par les images surréalistes de Man Ray. En 2008, l'opéra a été monté par le Théâtre royal danois. Cette production a été enregistrée et est disponible sur DVD. En outre, une version de concert de cette production a été donnée aux Proms 2009 le 19 juillet 2009. Un DVD de la production danoise a été publié par Decca à la mi-septembre 2009
Une production moderne de Francisco Negrin a été donnée par le New York City Opera en avril 2010.
Une production des Arts Florissants a été mise en espace lors du festival Dans les Jardins de William Christie les 21 et 22 août 2021 à Thiré.

## Rôles
| Rôle                                 | Voix      | Distribution, le 24 février 1730 (chef :- ) |
| ------------------------------------ | --------- | ------------------------------------------- |
| Partenope, Reine de Naples           | soprano   | Anna Maria Strada del Pò                    |
| Arsace, Prince de Corinthe           | castrat   | Antonio Bernacchi                           |
| Armindo, Prince de Rhodes            | contralto | Francesca Bertolli                          |
| Emilio, Prince de Cumes              | ténor     | Annibale Pio Fabri (en)                     |
| Rosmira/Eurimene, amoureuse d'Arsace | contralto | Antonia Merighi (en)                        |
| Ormonte                              | basse     | Johann Gottfried Reimschneider              |

## Argument
Arsace, prince de Corinthe et Armindo, prince de Rhodes, veulent épouser la reine Partenope, fondatrice de la ville de Naples. Un troisième prince, Emilio de Cumes, est en guerre avec Naples et avec Partenope. Partenope est surtout attirée par Arsace. Cependant, elle ne sait pas que Arsace a déjà abandonné Rosmira, qui est déguisée en homme sous le nom d'Eurimene, et qui tente de le reconquérir. Rosmira aborde Arsace sous le déguisement d'Eurimene et lui reproche son infidélité, et exige qu'il garde secrète son identité véritable. En fin de compte, Rosmira / Eurimene défie son amant à un duel dans une cour d'honneur, mais son identité est révélée quand il exige la condition d'un combat torse nu.

## Enregistrements
- 1978 : Kristzina Laki, Helga Müller Molinari, René Jacobs, John York Skinner, Martyn Hill, Stephen Varcoe, La Petite Bande, Sigiswald Kuijken, chef[4],[5],[6],[7] Audio CD Harmonia Mundi IC 157-99 855-8.
- 2005 : Rosemary Joshua, Hilary Summers, Lawrence Zazzo, Kurt Streit, Stephen Wallace, Andrew Foster-Williams; Early Opera Company conducted by Christian Curnyn (Chandos).
- 2008 : Inger Dam-Jensen, Andreas Scholl, Tuva Semmingsen, Christophe Dumaux, Bo Kristian Jensen, and Palle Knudsen. Direction : Francisco Negrin. Lars Ulrik Mortensen conducts Concerto Copenhagen. DVD: Decca.
- 2015 : Karina Gauvin, Philippe Jaroussky, Emőke Baráth, John Mark Ainsley (en), Teresa Iervolino, Luca Tittoto, Il Pomo d'Oro, dir. Riccardo Minasi (Erato)

## Source
- (en) Cet article est partiellement ou en totalité issu de l’article de Wikipédia en anglais intitulé « Partenope » (voir la liste des auteurs).